# Frankische Driehoek

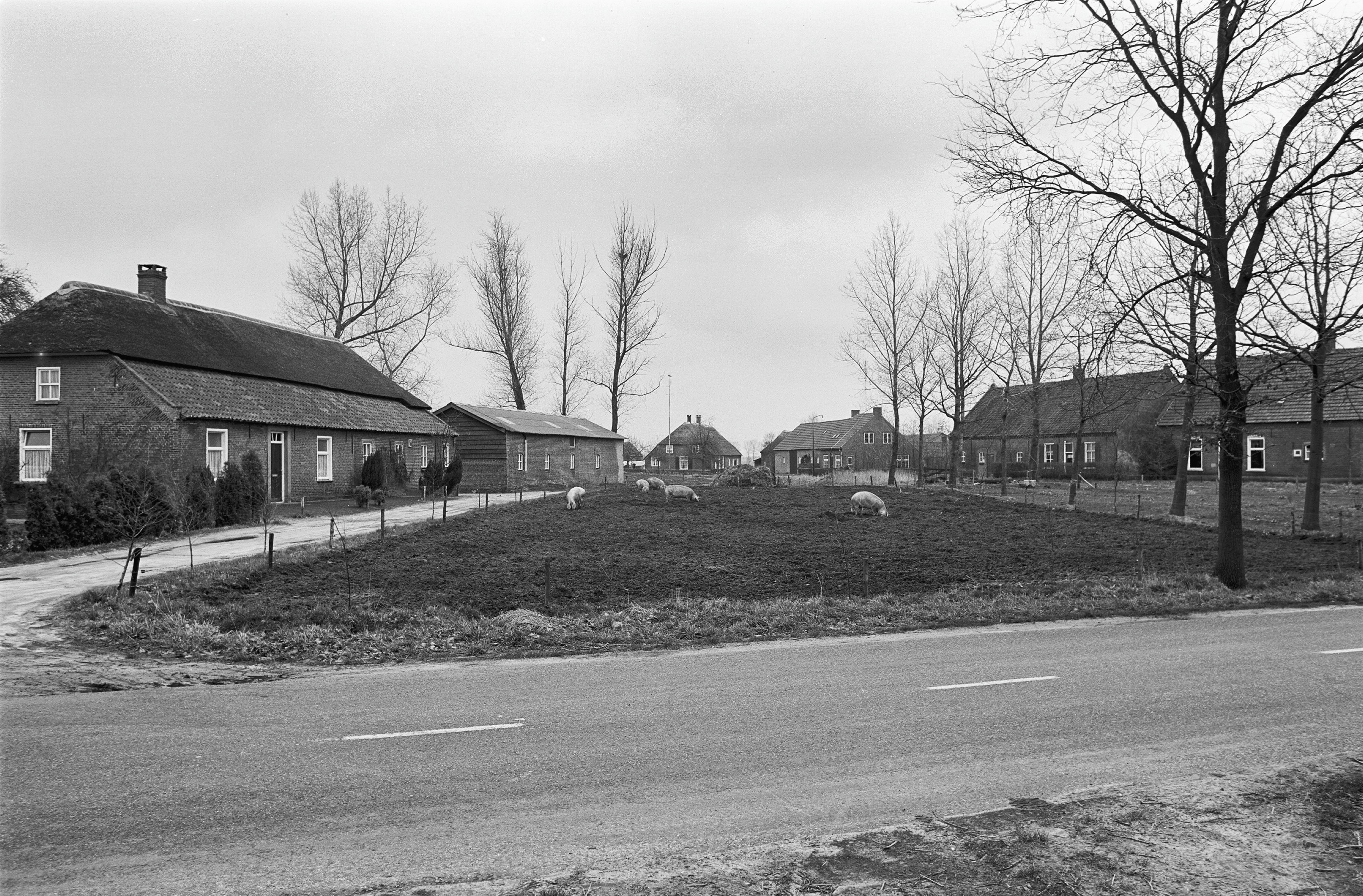
Frankische driehoek in Moergestel

De Frankische Driehoek is een historisch incorrect synoniem voor de brinken. Het betreft percelen in de vorm van een langgerekte driehoek, welke centraal in een buurtschap gelegen waren en waar een aantal wegen bij elkaar kwamen.

## Achtergrond van de mythevorming
De term Frankische Driehoek werd gemunt door de heemkundige en archivaris Arjen Kakebeeke (1916-1990), die ervan uitging, dat de brinken uit de vroege middeleeuwen zouden dateren. Het driehoekige terrein werd daarbij genoemd naar het volk der Franken, dat in de vroege middeleeuwen Zuid-Nederland bevolkte.
Archeologisch onderzoek heeft aangetoond, dat de nederzettingen pas in de volle of late middeleeuwen op de locatie terechtkwamen, waar de brinken ontstonden. Derhalve blijkt dat de huidige brinken niet ouder zijn dan deze periode, en dus beslist niet tot de vroege middeleeuwen teruggaan.
Een dergelijke mythevorming rond de volkeren der Franken en Saksen vond eveneens plaats op het vlak van boerderijbouw. De termen Frankische boerderij en Saksische boerderij wijzen eveneens op een niet-bestaande continuïteit vanuit de vroege middeleeuwen.

## Juistere terminologie
Een juistere, historisch verantwoorde term is plaats (historisch: plaetse) of heuvel. De laatste aanduiding heeft zeer waarschijnlijk een verband met de fysisch-geografische ligging van deze "boerengebruiksruimtes".